# David di Donatello 1978
La cerimonia di premiazione della 23ª edizione dei David di Donatello si è svolta il 1º luglio 1978 a Piazzale Michelangelo di Firenze.

## Vincitori
Migliore film
- Il prefetto di ferro, regia di Pasquale Squitieri (ex aequo)
- In nome del Papa Re, regia di Luigi Magni  (ex aequo)

Miglior regista
- Ettore Scola - Una giornata particolare

Miglior produttore
- Franco Committeri - In nome del Papa Re

Migliore attrice protagonista
- Sophia Loren  - Una giornata particolare  (ex aequo)
- Mariangela Melato  - Il gatto  (ex aequo)

Migliore attore protagonista
- Nino Manfredi - In nome del Papa Re

Migliore musicista
- Armando Trovajoli - Mogliamante

Miglior regista straniero
- Herbert Ross - Goodbye amore mio! (The Goodbye Girl) (ex aequo)
- Ridley Scott - I duellanti (The Duellists) (ex aequo)

Migliore attrice straniera
- Jane Fonda - Giulia (Julia) (ex aequo)
- Simone Signoret - La vita davanti a sé (La vie devant soi) (ex aequo)

Migliore attore straniero
- Richard Dreyfuss - Goodbye amore mio! (The Goodbye Girl)

Miglior film straniero
- Incontri ravvicinati del terzo tipo (Close Encounters of the Third Kind), regia di Steven Spielberg

David Luchino Visconti
- Andrzej Wajda

David Europeo
- Fred Zinnemann

David speciale
- Paolo e Vittorio Taviani, per la regia di Padre padrone
- Bruno Bozzetto, per la regia di Allegro non troppo
- Michail Baryšnikov, per le coreografie di Due vite, una svolta
- Mosfil'm (URSS), per la produzione di Partitura incompiuta per pianola meccanica
- Neil Simon, per la rappresentazione della società americana nelle sue sceneggiature